# 印度外交

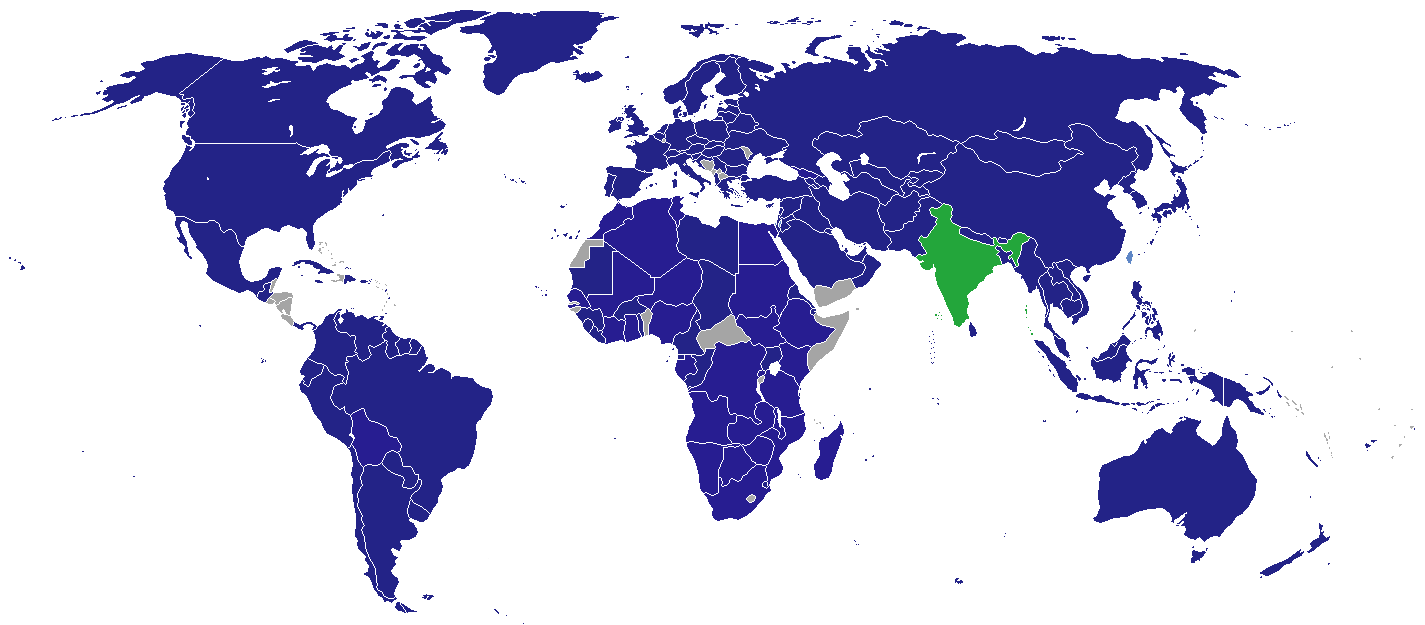
蓝色为印度有外交代表机构的国家

印度共和国是世界人口最大国，也是世界增长最快的经济实体之一。印度被普遍看作是一个大国和一个潜在超级大国。印度外交政策的实用主义特征明显，避免与任何大国集团结盟，随着其在全球事务中的影响力日益增强，印度正在成为国际舞台上的规则制定者和负责任的利益攸关方。
冷战时期，印度通过一项“不结盟”的外交政策。但是，印度发展同苏联的密切关系，并得到了广泛的军事支持。冷战的结束大大影响了印度的外交政策。印度目前执行“西联”和“东向”政策，旨在加强与美国，欧盟，日本，以色列，拉丁美洲国家和东南亚国家联盟成员国的外交和经贸关系。同时印度同非洲联盟，英联邦国家以及海湾阿拉伯国家也有着紧密的联系。印度仍然延续了与俄罗斯的密切政治和军事联系。
印度积极参与各项联合国维和任务。目前，印度是联合国第三大的部队派遣国，并且正在努力争取成为联合国安理会的常任理事国。

## 外交政策

### 当前外交政策

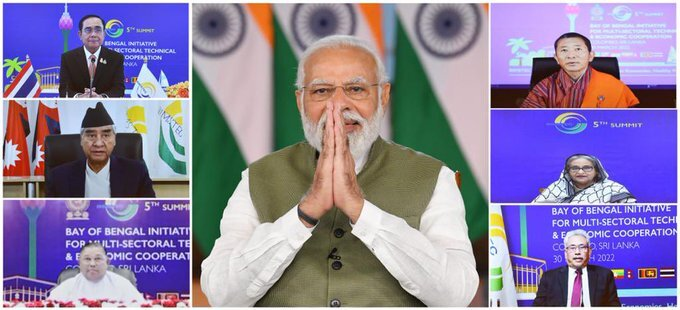
纳伦德拉·莫迪出席环孟加拉湾多领域经济技术合作倡议视讯峰会

2014年5月，纳伦德拉·莫迪就任总理。莫迪政府致力于推进“邻国优先”政策，积极扩展与“直接邻国”，即与印度共享陆地或海上边界的南盟国家（除巴基斯坦）以及印度洋沿岸和岛屿国家的合作，包括毛里求斯、尼泊尔、马尔代夫、斯里兰卡、孟加拉国和缅甸等国。
21世纪初，印度继续谋求成为联合国安全理事会常任理事国，还要求加入核供应国集团。印度人民党执政下部分延续了印度国大党时代“战略自主”的外交传统，但采用“议题结盟”的方式扩大其在国际影响力，积极与美、俄等开展大国外交。2017年6月，印度正式成为上海合作组织成员。同时印度还推动参与“印太战略”，在由美、日、印、澳组成的四方安全对话中起重要作用。
虽然莫迪在担任古吉拉特邦首席部长期间数次赴华访问，并促进中印企业间合作；但在中印边界冲突再次爆发后，两国关系完全恶化。莫迪政府或为应对中国的所谓“一带一路”。相继提出香料之路计划（Spice Route Heritage Project）、季风计划（Project Mausam：Maritime Routes and Cultural Landscapes）、棉花之路等倡议，还与日本共建“亚非增长走廊”。
2023年2月，印度外交部长苏杰生接受亚洲国际新闻（ANI）采访时说，除了中国以外，新德里与全球主要大国关系良好，尽管全球政治因乌克兰的战争出现动荡，但印度与俄罗斯的关系一直非常稳定。

### 历史外交政策
历史上印度曾经是不结盟运动的创始国，然而近年来奉行以结果为导向的“多向结盟”政策，均衡发展同俄罗斯、美国等在内的密切联系，参加上海合作组织及四边安全对话。而中华人民共和国与巴基斯坦始终是印度最大的安全威胁。

## 同主要国家关系

### 英国
1947年，印度从大英帝国独立，并成立印度自治领。1950年，印度成为共和国，但仍是英联邦成员国。

### 中国
印度和中国都是东亚峰会的会员。双方在西藏问题和中印边界问题存在明显争端，印度长期视中华人民共和国为最大的安全威胁。对1962年中印战争的阴影笼罩双边关系，并且对于阿克塞欽、喀喇崑崙走廊以及藏南领土和边界还存在争端，但中印关系自1988年以来正在逐步改善。两国都谋求缓和边境地区的紧张局势，扩大贸易和文化交流，并实现关系正常化。
一系列高层互访明显的改善了两国关系。1996年12月，中共中央总书记江泽民在其南亚巡访中访问了印度。他在印度首都新德里同印度总理德韦·高达签订了一系列关于边界线的互信条款，包括裁减边防部队以及限制武器。
1998年5月，中印关系受挫。当时，印度国防部长乔治·费尔南德斯以中国威胁论为由进行核试验。然而在1999年6月的卡吉尔战争中，印度外交部长贾斯万特·辛格访问了北京，并表示印度不认为中国是威胁，中印关系从此开始恢复。2000年1月，双方巧妙而得体的处理了噶玛巴十七世从西藏到印度的迁移。2003年，印度正式承认西藏为中国的一部分。2004年，中国正式承认锡金为印度的一部分。

### 俄罗斯
自苏联解体以后，俄罗斯政府很快就认识到印度仍为俄罗斯在南亚的主要伙伴。双方在政治、经济、核合作、军事防务领域都有广泛的合作。1993年1月，两国签署了《印俄友好条约》。1997年，双方成为战略伙伴。1998年，俄国总理叶夫根尼·普里马科夫提出建立俄中印战略三角关系的倡议。2000年印俄宣布正式建立战略伙伴关系；2016年7月，印俄在俄罗斯滨海边疆区举行“因陀罗-2016”联合军演。12月，印俄第九次“因陀罗”海上军演在孟加拉湾举行。

### 美国

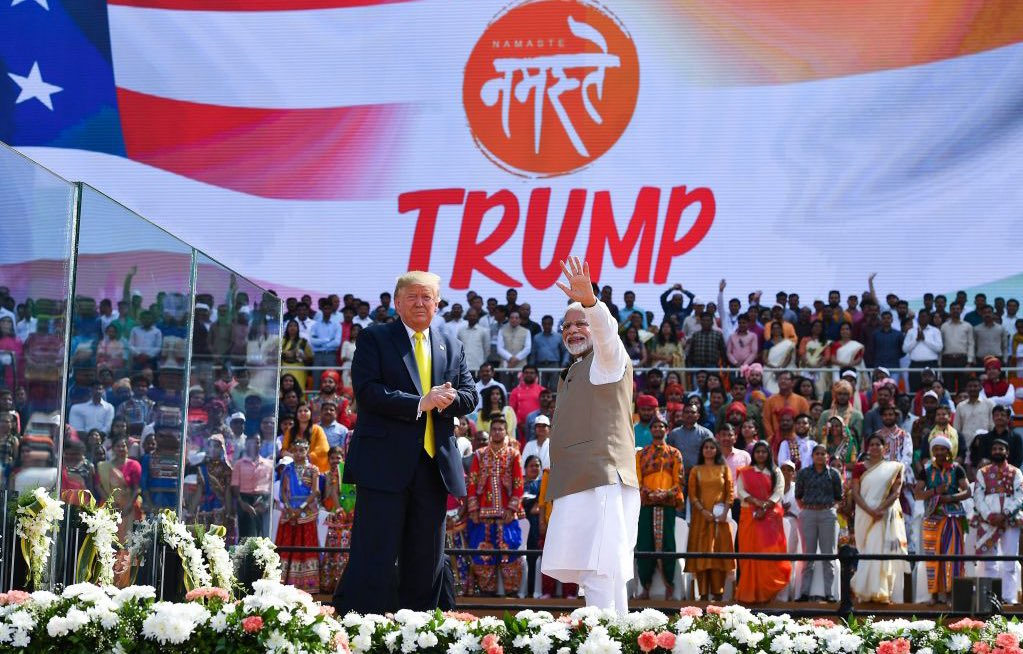
第45任美国总统川普访问印度的造势活动

2005年7月，印美宣布两国为全球合作伙伴。其后，双方多次互访，在核技术、民用航天合作等领域达成共识及合作。2016年5月，印美举行第一次海洋安全对话，并在阿拉斯加举行“红旗”军演。12月，印美军方合作小组在印举行第15次对话。2020年印美宣布建立战略伙伴关系。

### 南亚国家
印度与 巴基斯坦有克什米尔纠纷，关系不睦，而 、 斯里蘭卡、 馬爾地夫等国长期依赖印度， 不丹更是印度唯一的联系国（被保护国家）， 尼泊尔与印度有密切联系，但近年来倒向中国与印度摩擦不断。
- 南亚区域合作联盟成员

| 国家     | 人口(百万) | GDP(按汇率) | GDP(购买力平价) | 人均GDP (PPP) | GDP增长率 (2014) | 出口 (2014) | 外商直接投资 (2013) | 外汇储备(million) | 国防预算(% of GDP) (2014) | 识字率(Given Age & above) | 预期寿命 | 贫困线以下人口比例 | 小学教育 | 中等教育 | 营养不良率(%) (2015) | 人类发展指数 | 民主指数   | 恐怖主义指数 | 二十国集团 | 金砖国家 | BIMSTEC | 环印度洋区域合作联盟 | APTA | BBIN | SASEC | 亚洲基础设施投资银行 | ACU | ACD | 亚洲开发银行 | 世界银行 | 核武器 |
| -------- | ---------- | ----------- | --------------- | ------------- | ---------------- | ----------- | ------------------- | ----------------- | ------------------------- | ------------------------- | -------- | ------------------ | -------- | -------- | -------------------- | ------------ | ---------- | ------------ | ---------- | -------- | ------- | -------------------- | ---- | ---- | ----- | -------------------- | --- | --- | ------------ | -------- | ------ |
| 阿富汗   | 33.370     | $21.3 bn    | $63.5 bn        | $1,976        | 3.2%             | $0.3 bn     | N/A                 | $6,442            | N/A                       | 28.1%(Age 15)             | 60       | 15.8%              | N/A      | 54%      | 26.8%                | 0.465 (171)  | 2.77 (147) | 9.233 (2)    | ✖          | ✖        | ✖       | ✖                    | ✖    | ✖    | ✖     | ✖                    | ✖   | ✔   | ✔            | ✔        | ✖      |
|          | 159.857    | $205.3 bn   | $572.6 bn       | $3,581        | 6.2%             | $31.2 bn    | $0.66 bn            | $24,072           | $2.2 bn(1.2%)             | 57.7%(Age 15)             | 70       | 31.5%              | 92%      | 54%      | 16.4%                | 0.570(142)   | 5.73(86)   | 0 (124)      | ✖          | ✖        | ✔       | ✔                    | ✔    | ✔    | ✔     | ✔                    | ✔   | ✔   | ✔            | ✔        | ✖      |
| 不丹     | 0.779      | $2.2 bn     | $6.3 bn         | $8,158        | 6.4%             | $0.7 bn     | $63 mln             | N/A               | N/A                       | 52.8%(age 15)             | 68       | 23.7%              | 91%      | 78%      | N/A                  | 0.605 (132)  | 4.93 (101) | 0.305 (107)  | ✖          | ✖        | ✔       | ✖                    | ✖    | ✔    | ✔     | ✖                    | ✔   | ✔   | ✔            | ✔        | ✖      |
| 印度     | 1,276.2    | $2308.0 bn  | $7996.6 bn      | $6,266        | 7.3%             | $464.0 bn   | $31.0 bn            | $351,557          | $45 bn(1.9%)              | 74.4%(age 15)             | 67       | 21.9%              | 94%      | 69%      | 15.2%                | 0.609 (130)  | 7.74 (35)  | 4.222 (39)   | ✔          | ✔        | ✔       | ✔                    | ✔    | ✔    | ✔     | ✔                    | ✔   | ✔   | ✔            | ✔        | ✔      |
| 馬爾地夫 | 0.38       | $3.0 bn     | $5.2 bn         | $14,980       | 4.5%             | $0.28 bn    | N/A                 | $356              | N/A                       | 99%(age 15)               | 77       | 16%                | N/A      | N/A      | 5.2%                 | 0.706 (104)  | __         | __           | ✖          | ✖        | ✖       | ✖                    | ✖    | ✖    | ✔     | ✔                    | ✔   | ✖   | ✔            | ✔        | ✖      |
| 尼泊尔   | 28.4       | $21.6 bn    | $70.7 bn        | $2,488        | 5.5%             | $1.0 bn     | $10 mln             | $5,439            | N/A                       | 66%(age 15)               | 68       | 25.2%              | 98%      | 67%      | 7.8%                 | 0.548 (145)  | 4.77 (105) | 4.791 (32)   | ✖          | ✖        | ✔       | ✖                    | ✖    | ✔    | ✔     | ✔                    | ✔   | ✔   | ✔            | ✔        | ✖      |
| 巴基斯坦 | 190.4      | $250 bn     | $928.0bn        | $4,886        | 4.2%             | $25.1 bn    | $0.709 bn(2014)     | $16,305           | $7.4 bn(3.5%)             | 55%(age 15)               | 66       | 22.6%              | 72%      | 34%      | 22%                  | 0.538 (147)  | 4.40 (112) | 10 (1)       | ✖          | ✖        | ✖       | ✖                    | ✖    | ✖    | ✖     | ✔                    | ✔   | ✔   | ✔            | ✔        | ✔      |
| 斯里蘭卡 | 21.7       | $80.4 bn    | $233.7 bn       | $11,068       | 7%               | $11.8 bn    | $0.9 bn             | $8,314            | $1.4 bn(2.3%)             | 98.1%(age 15)             | 75       | 8.9%               | 94%      | 99%      | 22%                  | 0.756 (73)   | 6.42 (69)  | 4.077 (42)   | ✖          | ✖        | ✔       | ✔                    | ✔    | ✖    | ✔     | ✔                    | ✔   | ✔   | ✔            | ✔        | ✖      |

### 中东阿拉伯国家
印度和沙特阿拉伯在地区事务及贸易上有较多合作。沙特是印度最大的石油供应国之一，印度是沙特的第七大贸易伙伴及第五大投资国。

### 东南亚国家

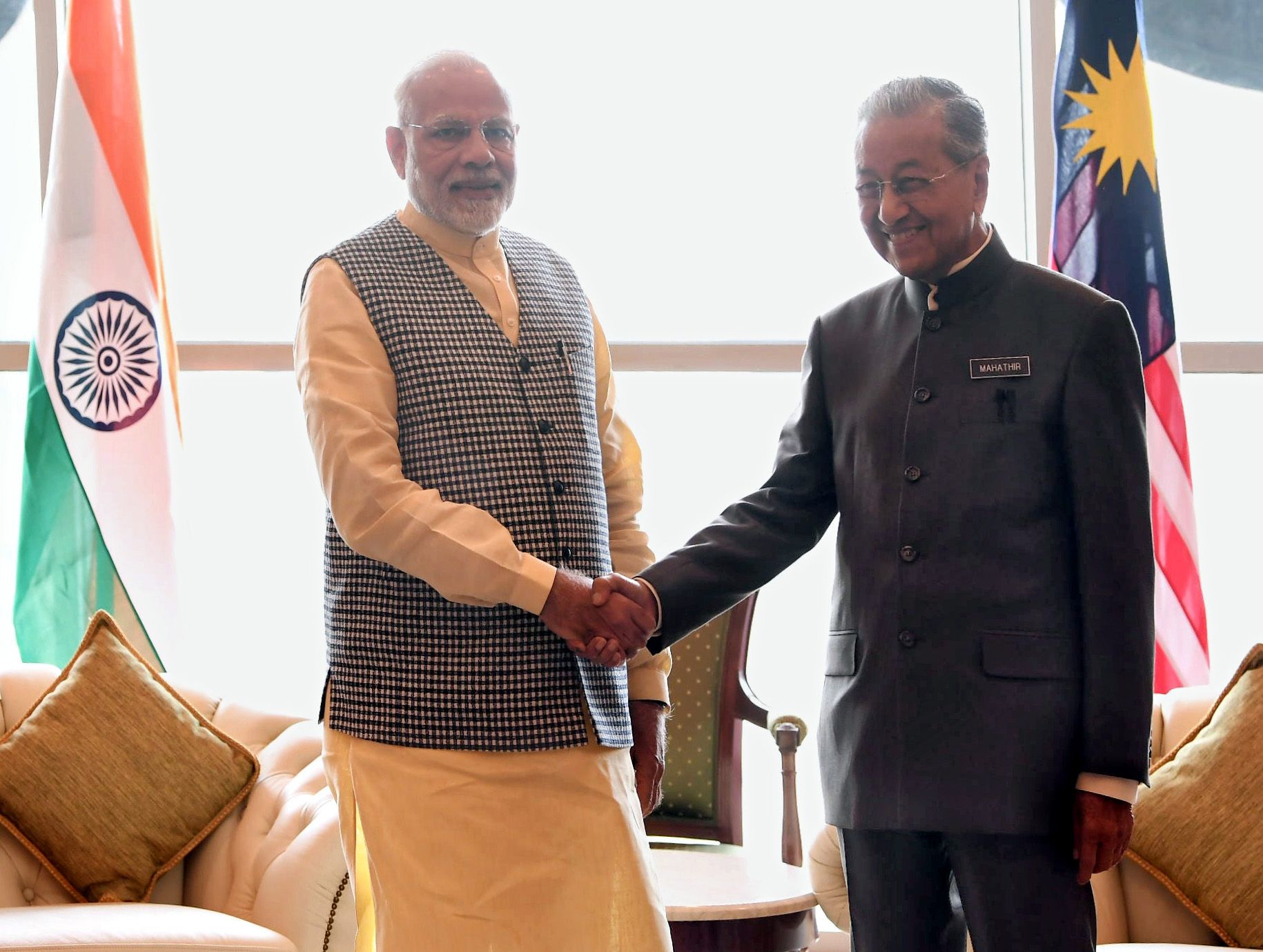
2018年5月31日印度总理纳伦德拉·莫迪在吉隆坡与马来西亚首相马哈迪·莫哈末会面

2003年10月印度加入《东南亚友好合作条约》，和东盟关系显著加深。

### 欧盟
2000年，印度与欧盟建立首脑会晤机制。2005年双方正式确立印欧战略伙伴关系。欧盟作为整体是印最大贸易伙伴和重要投资来源地。

## 非邦交国
印度与中華民國（臺灣）有着密切的经贸往来，印度－台北協會（ITA）成立於1995年3月17日，除了協助推廣雙邊經濟、商務、文化、科技與人才交流外，也提供領事與護照諮詢服務。與本協會對等的單位為駐德里台北經濟文化辦事處。印度早在2008年就已经停止使用“一个中国”的称呼。
在雙邊貿易與投資方面，印度與台灣於2002年簽署《雙邊投資與保護協定》。2011年8月，雙邊再度簽署《避免所得稅雙重課稅協定》與《關務互助協定》。促進雙邊參與會展事務的磋商與交流也更進一步展開。除此之外，雙方已著手開始拓展交流的研究，包括可能的經濟結盟協定，以加強雙邊貿易與投資的相互依賴。該研究結果將提供給雙方政府，形成未來交流的具體建議。
在科學與技術合作方面，雙邊的科學與技術合作已經展開。2007年4月，聯合科技委員會已完成說服關於科技合作的備忘錄的簽署。聯合委員會每年固定召開會議以確認各研究領域的合作並監測進行中的合作情形。
在教育合作方面，近十年來，台灣吸引眾多印度學生前往就讀，尤其在基礎科學與應用科學上，有相當的印籍博士、後博士進行研究。目前，有超過500名印度學生在台灣、多數在台北至新竹地區就讀。2010年3月，印度大學聯盟（AIU）與台灣的高等教育國際合作基金會（FICHET）簽暑了合作備忘錄；2011年4至5月間，台灣教育部長吳清基率領大規模的高等教育機構代表前往印度，包括超過17所大學的代表。
在文化與觀光方面，印度文化，尤其是瑜珈、電影、音樂和舞蹈，深深吸引越來越多的台灣民眾。自學的舞蹈團體、音樂團體、戲劇表演團體，以古老久遠的印度神話為題材，在舞台上呈獻專業的演出。2011年初，國立台北藝術大學的學生演出長達三個小時的印度史詩－《摩诃婆罗多》；同年10月份，來自印度古典舞蹈天團－SRJAN奧迪西舞團也在臺北市、新北市、臺中市、彰化縣、高雄市等地進行巡迴演出。而讓印度民眾有機會一睹台灣當代藝術的，則還有2011年4月前往印度演出的朱宗慶打擊樂團。精選的印度寶萊塢電影也正在成為台北各大戲院的主流。印度超高票房的《三個傻瓜》成為全台上映時間最久的外語片。印台雙方片商已開始搜尋在兩地拍攝的絕佳電影場景，並嘗試將主題連結到印度的神秘感與台灣的實際主義。

## 印度加入的国际组织

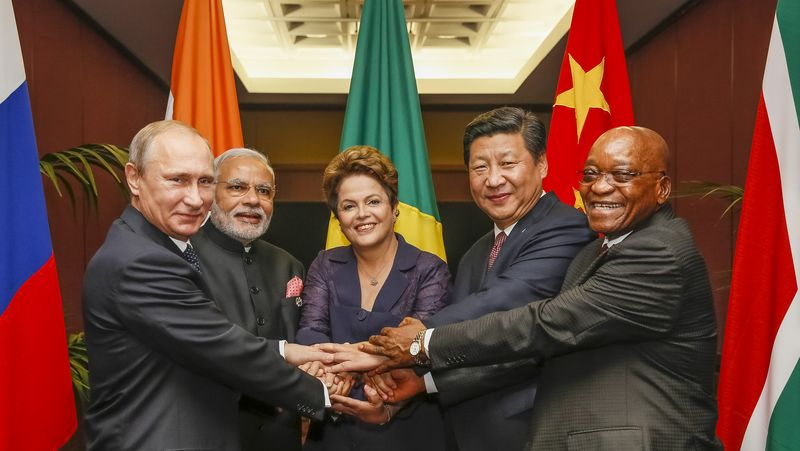
印度举办金砖国家峰会

印度与若干国家有着长期合作，同时被看作是一个领先的发展中世界。印度是联合国的成员国之一，是不结盟运动的创始国之一。印度活跃在若干国际组织之间，尤其是世界贸易组织，亚洲开发银行，南亚区域合作联盟，八国集团，东亚峰会和二十国集团。
- AALCO – Asian–African Legal Consultative Organization
- 亚洲开发银行（Asian Development Bank，ADB）
- AfDB – 非洲開發銀行 (non-regional members)
- 东南亚国家联盟
- ASEAN (dialogue partner)
- BIMSTEC – Bay of Bengal Initiative for Multi-Sectoral Technical and Economic Cooperation
- 国际清算银行（Bank for International Settlements，BIS）
- 金砖国家组织（BRICS）
- 英联邦（Commonwealth of Nations）
- CERN – European Organization for Nuclear Research (observer)
- 科伦坡计划（Colombo Plan，CP）
- 东亚峰会（East Asia Summit，EAS）
- 联合国粮食及农业组织（联合国粮食及农业组织，FAO ）
- 十五国集团（G-15）
- 二十国集团（G-20）
- 二十四国集团（G-24）
- 七十七国集团（G-77）
- 国际原子能机构（International Atomic Energy Agency）
- 国际复兴开发银行（即世界银行，International Bank for Reconstruction and Development）
- 国际民用航空组织（International Civil Aviation Organisation）
- ICC – 國際商會
- ICRM – 国际红十字与红新月运动
- IDA – 国际开发协会
- 国际农业发展基金会（International Fund for Agricultural Development）
- 国际金融公司（International Finance Corporation，IFC）
- IFRCS – 红十字会与红新月会国际联合会
- IHO – 國際海道測量組織
- ILO – 國際勞工組織
- 国际货币基金组织（International Monetary Fund，IMF）
- IMO – 國際海事組織
- IMSO – 国际移动卫星组织
- Interpol – 国际刑警组织
- 国际奥委会（International Olympic Committee）
- IOM – 國際移民組織 (observer)
- IPU – 各国议会联盟
- 国际标准化组织（International Organization for Standardization）
- ITSO – 国际通信卫星组织
- ITU – 国际电信联盟
- ITUC – 国际工会联合会 (the successor to ICFTU (International Confederation of Free Trade Unions) and the WCL (World Confederation of Labour))
- LAS – League of Arab States (observer)
- MIGA – 多邊投資擔保機構
- MTCR – 飛彈科技管制建制
- 不结盟运动（Non-Aligned Movement）
- OAS – 美洲国家组织 (observer)
- OPCW – 禁止化學武器組織
- PCA – 常设仲裁法院
- PIF – 太平洋岛国论坛 (partner)
- SAARC – 南亚区域合作联盟
- SACEP – South Asia Co-operative Environment Programme
- 上海合作组织（Shanghai Cooperation Organisation）
- 联合国（联合国，UN）
  - UNAIDS- United Nations Programme on HIV/AIDS
  - UNCTAD – 联合国贸易和发展会议
  - UNDOF – United Nations Disengagement Observer Force
  - UNESCO – 联合国教育、科学及文化组织
  - UNHCR – 联合国难民署
  - UNIDO – 联合国工业发展组织
  - UNIFIL – United Nations Interim Force in Lebanon
  - UNMEE – United Nations Mission in Ethiopia and Eritrea
  - UNMIS – United Nations Mission in Sudan
  - UNOCI – United Nations Operation in Côte d'Ivoire
  - MONUSCO – United Nations Organization Mission in the Democratic Republic of the Congo
- UNWTO – 世界旅游组织
- UPU – 萬國郵政聯盟
- WCL – 世界劳工联合会
- WCO – 世界海关组织
- WFTU – 世界工会联合会
- 世界卫生组织（World Health Organization）
- WIPO – 世界知识产权组织
- WMO – 世界气象组织
- 世界贸易组织 （World Trade Organization，WTO）